# Madaun
Madaun (in lingua russa Мадаун) è un centro abitato dell'Oblast' di Magadan, situato nel Ten'kinskij rajon.